# Didymoplexis philippinensis
Didymoplexis philippinensis är en orkidéart som beskrevs av Oakes Ames. Didymoplexis philippinensis ingår i släktet Didymoplexis och familjen orkidéer.
Artens utbredningsområde är Filippinerna. Inga underarter finns listade i Catalogue of Life.